# Emil Ochyra
Emil Antoni Ochyra (Rozbórz, 12 luglio 1936 – Varsavia, 26 maggio 1980) è stato uno schermidore polacco, vincitore di una medaglia d'argento ed una di bronzo nella scherma ai giochi olimpici.